# Лінія Госпел-Оук — Баркінг
Лінія Суфражет (англ. Suffragette line) — залізнична лінія Network Rail, завдовжки 22.1 км використовується як товарними поїздами, так і потягами надземної залізниці, сполучає станцію Госпел-Оук у північному Лондоні та станцію Баркінг у східному Лондоні.
Електрифікована 25 кВ змінного струму, в 2018 році.

## Назва
До 2024 року не мала конкретно визначеної назви, тож її називали Госпел Оук — Баркинґ (англ. Gospel Oak to Barking line) за назвами її кінцевих станцій. Також поширеним було прізвисько Ґоблін (англ. Goblin), яке є скороченням від повної назви.
У 2024 році отримала чинну назву на знак пошани до руху за надання виборчого права жінкам.

## Рухомий склад
Лінію, з 23 травня 2019, обслуговують потяги Class 710

## Операції
Пасажирські перевезення на лінії здійснює Arriva Rail London у складі London Overground за контрактом з TfL. Курсують чотири поїзди на годину в кожному напрямку з понеділка по суботу з 06:30 до 23:30 і в неділю до 22:00.
Вантажні перевезення здійснюють DB Cargo UK, GB Railfreight та Freightliner Group. Лінія інтенсивно використовується вантажними перевезеннями, оскільки є частиною кільцевого маршруту навколо Лондона, що сполучає багато радіальних маршрутів та Північно-Лондонську лінію в Госпел-Оук.
Інші служби, використовують частини лінії рідко та як диверсійний маршрут, але не мають наскрізного трафіку:
- c2c: кілька рейсів на східному кінці лінії через Вудгранж-парк
- London Overground: суботній рейс лінії Лі-валлі через станцію Саут-Тоттенгем[9]

## Пересадки
На станції Госпел-Оук є пересадка на Північнолондонську лінію, Блекхорс-роуд — на лінію Вікторія та Баркінг — на лінію Гаммерсміт-енд-Сіті, Дистрикт та c2c. Позастанційні пересадки:
- Герінгі-Грін-лейнс — Герінгі на лінії Great Northern Route
- Саут-Тоттенгем — Севен-Сістерз на відгалуженні Севен-Сістерз лінії Лі-валлі та лінії Вікторія Лондонського метро.
- Волтемстоу-Квінз-роуд — Волтемстоу-Сентрал На Чингфордському відгалуженні лінії Лі-валлі та лінії Вікторія Лондонського метро
- Вонстед-парк — Форест-гейт на Great Eastern Main Line
- Вудгранж-парк — Манор-парк на Great Eastern Main Line
- Аппер-Голловей — Арчвей Північної лінії
- Лейтонстоун-хай-роуд — Лейтонстоун Центральної лінії.